# Eden Lake
Eden Lake (conocida en Hispanoamérica como Silencio en el lago) es una película británica de terror del año 2008, escrita y dirigida por James Watkins y protagonizada por Kelly Reilly, Michael Fassbender y Jack O'Connell.

## Argumento
Jenny (Kelly Reilly) y su novio Steve (Michael Fassbender) se escapan por un romántico fin de semana a un remoto lago en el campo, lejos de la ciudad de Londres. Luego de llevar un tiempo acampando, se dan cuenta de que una pandilla de jóvenes que vive en un pueblo cercano andan molestándolos, contaminando la comida y desinflando las ruedas de su vehículo, como una travesura de los pandilleros. 
Enojado, Steve va al pueblo, donde encuentra nuevamente a los pandilleros, cuando estos se alejan, siguen su día con normalidad en el pueblo. Al rato ve las bicicletas de los chicos en la entrada de una casa, y se baja del coche con la intención de que le den una respuesta a los daños que han causado. Entra a la casa, pero no hay nadie, por lo que sube al segundo piso de la casa, donde se da cuenta de que los chicos están abajo en el patio y que el padre del líder de la pandilla llega a la casa. Rápidamente salta por una ventana al techo y se desliza hasta caer al patio de la casa de al lado. Asustado, él y su novia vuelven al lago. 
Tras entrar en el lago para bañarse, notan que falta el bolso que dejaron en la arena, en el que estaba las llaves de la camioneta y los teléfonos móviles, cuando caminan por el bosque en busca de los jóvenes pandilleros, casi son atropellados por su camioneta robada conducida por los jóvenes, así que en la noche Steve va a pedirles que le devuelvan las cosas pero estos lo atacan y por accidente la perra de los chicos es asesinada con un cuchillo. 
El líder de la pandilla, Brett (Jack O'Connell), decide capturar a la pareja y hacerles pagar por la muerte de su perra, por lo que la pareja se ve obligada a huir para salvar sus vidas y comienzan una persecución para atraparlos. Al final, Steve es golpeado y muere torturado por los jóvenes, su cadáver es amarrado a un árbol y quemado para evitar rastros de lo sucedido, Jenny también es capturada, pero logra escapar de sus captores cuando se queman las cuerdas que la mantenían amarrada, escapa pero luego muere a manos de los padres de los niños, cuando consigue escapar del lago, porque los padres se dan cuenta de que la mujer mató a algunos de sus hijos, aunque lo que no saben es que fue en defensa propia.
Su director dice que basó la mayor parte de la película en historias sobre ese lugar, leyendas urbanas y algunos casos no resueltos por la policía local.

## Reparto
| Actor / Actriz     | Personaje       |
| ------------------ | --------------- |
| Kelly Reilly       | Jenny Szymanski |
| Michael Fassbender | Steve March     |
| Jack O'Connell     | Brett           |
| James Gandhi       | Adam Marvil     |
| Thomas Turgoose    | Cooper Waggner  |
| Bronson Webb       | Reece Abeley    |
| Shaun Dooley       | Jon Waggner     |
| Finn Atkins        | Paige Block     |
| Thomas Gill        | Ricky Rivera    |
| James Burrows      | Harry Marvil    |
| Jumayn Hunter      | Mark            |